# Mendo II Gonçalves
Mendo Gonçalves (997 - 6 de outubro de 1008) foi conde (comes), igualmente chamado duque (dux)" do Condado Portucalense. Filho do conde Gonçalo Mendes e da condessa Ilduara Pais, sucedeu seu pai no título.

## Biografia
Documentos de seu tempo registam-no como "Mendo Gundisalviz" ou "Menendus Gundisalviz", tendo aparecido pela primeira vez na documentação medieval em 981 confirmando umas doações ao Mosteiro de Lorvão, e a primeira vez com o título de conde em 999. Governou vários territórios, incluindo o bracarense e a região de Maia em Portucale que seu pai, o conde Gonçalo Mendes havia governado anteriormente. Presente assiduamente na corte de Bermudo II de Leão, confirma alguns dos principais actos jurídicos do monarca, como a doação do rei a Sabarico, bispo de León, em 991. Mendo Gonçalves teria ainda se responsabilizado pela educação do filho de Bermudo II de Leão, Afonso, o futuro rei Afonso V de 999 até sua morte e foi um dos regentes durante a menoridade do infante. Os estados do conde foram atacados em 1002 pelo Abedal Maleque Almuzafar, filho do Almançor mas um ano depois, em 1003, fez a paz entre Leão e o jovem emir.
No parecer de Luiz de Mello Vaz de São Payo, Mendo faleceu num ataque viquingue à Galiza; para o historiador José Mattoso, citado por Oliveira Marques, Mendo Gonçalves foi assassinado, conjectura-se, por infanções, rivais dos condes ou duques portucalenses, surgidos aos fins do século IX e desprovidos de títulos nobiliárquicos.

## Relações familiares

### Ascendência
Foi filho de Gonçalo Mendes, conde e dux magnus de Portucale, e de Ilduara Pais, filha de Paio Gonçalves, conde de Deza, e de Ermesinda Guterres de Coimbra, filha do conde Guterre Mendes e de Ilduara Ériz.

### Matrimónio e descendência
Foi casado com Tutadona Moniz, ou ainda, Tuta ou Toda (morta em 1025), filha de Munio Froilaz de Coimbra e de Elvira Pais Deza. Deste casamento nasceram os seguintes filhos:
- Gonçalo Mendes;[9][15]
- Ramiro Mendes, alferes real a partir de 1015, esposo de Toda Velaz;[9][16]
- Egas Mendes;[17][18]
- Munio Mendes;[17][18]
- Elvira Mendes,[17][18]rainha consorte de Leão, casada em 1014 com Afonso V de Leão;
- Rodrigo Mendes,[17] ancestral maternal de Bermudo Peres de Trava;
- Ilduara Mendes, esposa de Nuno Alvites, conde de Portucale, falecido em 1028;[3][9][19]
- Aldonça Mendes;[9][19]
- Pelayo Mendes, armiger regis entre 1012-1014.[9]